# Erhan Celenk
Erman Bulucu (sinh 9 tháng 3 năm 1989) là một cầu thủ bóng đá Thổ Nhĩ Kỳ thi đấu cho Elazığspor ở vị trí hậu vệ.